# Guerra anglo-estadounidense de 1812
La guerra anglo-estadounidense de 1812, también conocida como la guerra anglo-estadounidense o simplemente guerra de 1812 (War of 1812 en inglés) enfrentó a los Estados Unidos contra el Reino Unido y sus colonias canadienses. Se desarrolló entre 1812 y 1815, e incluyó además a los aborígenes nativos de varias tribus (notablemente, el jefe Tecumseh), en el contexto de la supervivencia indígena ante la conquista del territorio por uno u otro de los demás bandos. Los enfrentamientos se dieron por tierra y por mar. La guerra tuvo lugar en momentos en que el Reino Unido de Gran Bretaña e Irlanda soportaban un gran esfuerzo de guerra contra la Francia Napoleónica.  
El 18 de junio de 1812 los Estados Unidos le declaran la guerra con el fin de invadir los territorios canadienses pertenecientes al Imperio británico. Estos habían sido poblados a lo largo de 40 años por angloparlantes, y mantenían numerosas relaciones culturales y comerciales con los Estados Unidos.

## Hechos previos a la guerra (1808-1811)
Fredericksen, J. (2010) en sus efemérides cita los siguientes hechos para el periodo 1806-1811:

#### Conflictos en aguas de Estados Unidos
- En abril de 1806, en las afueras de Nueva York, el mercante ''Richard'' es atacado por la fragata británica HMS Leander, causando la muerte de 1 marinero.
- En junio de 1807, a tres millas de la costa de Norfolk (Virginia) se produce un incidente entre la fragata HMS Leopard y la fragata ''Chesapeake'' de Estados Unidos; la cual sufre un saldo de 3 muertos y 18 heridos. Jefferson, entonces presidente de Estados Unidos, advierte a los británicos abandonar sus aguas.
- En julio de 1807, en Norfolk, Winfield Scott participa en la captura de un grupo de británicos que habían desembarcado para saquear.
- En diciembre, Napoleón decreta que cualquier barco neutral que se ajuste a la autoridad inglesa será considerado enemigo. A su vez, en abril de 1808, decreta la captura de todo barco mercante de Estados Unidos; se producen hechos similares a los causados por los británicos.
- El 1 de mayo de 1811, la fragata inglesa HMS Guerriere persigue al bergantín estadounidense ''Spitfire'', en aguas de Sandy Hook (Nueva Jersey) causando gran revuelo localmente.
- El 16 de mayo de 1811, en Sandy Hook (Nueva Jersey) se produce el enfrentamiento entre la fragata ''President'' (comandada por John Rodgers) y la corbeta inglesa HMS Litlte Belt, con un saldo de 13 muertos y 19 heridos ingleses. Los Estados Unidos lo tomaron como una venganza ante al ataque al ''Chesapeake'' de 1807.

Incidentes con los indígenas
- En septiembre de 1808, tropas de Estados Unidos construyen el Fuerte Madison, a orillas del Río Misisipi, y el Fuerte Osage, sobre el Misuri, en previsión de ataques de las tribus indias Sac y Fox.
- El 8 de julio de 1811, Tecumseh (c.1768-1813), jefe Shawnee, se da cita con el gobernador General W. H. Harrison en Vincennes (Indiana) para protestar por el Tratado de 1809. Luego de eso intenta convencer a los Creek de ayudarles a crear una Coalición India, antiamericana. Por su parte, Harrison como prevención pide y recibe refuerzos.
- El 31 de julio de 1811, colonos blancos en Vincennes protestan por un asentamiento ''ilegal'' de los Shawnee en las márgenes del arroyo Tippecanoe. Dicho asentamiento (llamado ''Prophetstown'') liderado por Tenskwatawa, hermano de Tecumseh. En septiembre, el gobernador Harrison envía sus regulares hacia el campamento dirigido por Tenskwatawa, paralelamente se construye el Fuerte Harrison. Se produce la Batalla de Tippecanoe, donde las fuerzas de Harrison destruyen el asentamiento a costo de 66 muertos y 151 heridos (cifras de los muertos indígenas desconocidas).

#### Expansión de Estados Unidos hacia la Florida española
En 1806 se producen varias expediciones hacia la frontera sur, a pie, por parte del Teniente Zebulon Pike. En septiembre halla un grupo de indígenas Pawnee que lo alertan sobre los españoles buscandole; es capturado tiempo después, ya en 1807, y liberado tras breve tiempo prisionero. Por otra parte, en octubre de 1806 Nueva Orleans fue reforzada ante la posibilidad de un ataque de los españoles. En septiembre de 1810, colonos en West Florida (Florida Occidental) se rebelan contra los españoles y piden ayuda al presidente Madison (quien había asumido recientemente el cargo); al mes siguiente se produce la captura de Baton Rouge.

## Análisis de la causas del conflicto
Al ser una guerra multi-causal, entre otras causas del conflicto están las restricciones al comercio impuestas por el Reino Unido a causa de la guerra que mantenía en Europa contra Francia, el reclutamiento forzado de marineros mercantes estadounidenses para servir en la Marina Real Británica y el apoyo británico a los pueblos indígenas de Norteamérica que se oponían a la expansión de Estados Unidos. Desde la conclusión de la Guerra de 1812, los historiadores han debatido durante mucho tiempo el peso relativo de las múltiples razones que subyacen al conflicto:

#### Agresión británica en aguas de Estados Unidos
Durante el siglo XIX, los historiadores generalmente llegaron a la conclusión de que la guerra se declaró principalmente por el honor nacional, los derechos marítimos neutrales y la incautación británica de barcos neutrales y sus cargamentos en alta mar. Este tema fue la base del mensaje de guerra del presidente James Madison al Congreso el 1° de junio de 1812. 

#### Expansión por parte de ambos bandos
A principios del siglo xix, gran parte de la erudición contemporánea revaluó esta explicación y comenzó a centrarse más en factores no marítimos como causas contribuyentes significativas también. Sin embargo, el historiador Warren H. Goodman advierte que centrarse demasiado en estas ideas puede ser igualmente engañoso.
El historiador Richard Maass sostiene que el tema expansionista es un mito que va en contra del "consenso relativo entre los expertos de que el objetivo principal de Estados Unidos era la derogación de las restricciones marítimas británicas". Él dice que los académicos están de acuerdo en que Estados Unidos fue a la guerra "porque seis años de sanciones económicas no lograron llevar a Gran Bretaña a la mesa de negociaciones, y amenazar la base de suministro canadiense de la Royal Navy era su última esperanza". Maass está de acuerdo en que el expansionismo podría haber tentado a los estadounidenses en un nivel teórico, pero encuentra que "los líderes temían las consecuencias políticas internas de hacerlo", particularmente porque tal expansión "se centró en las tierras occidentales escasamente pobladas en lugar de los asentamientos orientales más poblados". Hasta qué punto los líderes estadounidenses consideraron la cuestión de buscar territorio en Canadá, esas preguntas "surgieron como resultado de la guerra y no como una causa impulsora". Sin embargo, Maass acepta que muchos historiadores siguen creyendo que el expansionismo fue una causa.
Reginald Horsman ve el expansionismo como una causa secundaria después de los problemas marítimos, y señala que muchos historiadores han rechazado erróneamente el expansionismo como causa de la guerra. Señala que se consideró clave para mantener el equilibrio seccional entre los estados libres y esclavistas desechado por el asentamiento estadounidense del Territorio de Luisiana y ampliamente apoyado por docenas de congresistas War Hawk como Henry Clay, Felix Grundy, John Adams Harper y Richard Mentor Johnson, quienes votaron por la guerra con la expansión como objetivo clave. Sin embargo, Horsman afirma que, en su opinión, "el deseo de Canadá no provocó la guerra de 1812" y que "Estados Unidos no declaró la guerra porque quería obtener Canadá, pero la adquisición de Canadá se vio como un gran beneficio colateral del conflicto".
Sin embargo, otros historiadores creen que el deseo de anexar Canadá de forma permanente fue una causa directa de la guerra. Carl Benn señala que el deseo de los War Hawks de anexar Canadá era similar al entusiasmo por la anexión de la Florida española por parte de los habitantes del sur de Estados Unidos, ya que ambos esperaban que la guerra facilitara la expansión a las tierras anheladas y acabar con el apoyo a las tribus hostiles (Tecumseh's Confederacy en el norte y Creek en el sur).
Alan Taylor dice que muchos congresistas Demócrata-Republicanos como John Adams Harper, Richard Mentor Johnson y Peter Buell Porter "anhelaban expulsar a los británicos del continente y anexar Canadá". Algunos sureños se opusieron a esto, temiendo un desequilibrio entre estados libres y esclavistas si se anexaba Canadá. El Anticatolicismo también hizo que muchos se opusieran a la anexión del Bajo Canadá, principalmente católico, creyendo que sus habitantes francófonos no eran aptos "para la ciudadanía republicana". Incluso figuras importantes como Henry Clay y James Monroe esperaban mantener al menos el Alto Canadá en una conquista fácil. Generales estadounidenses notables como William Hull emitieron proclamas a los canadienses durante la guerra prometiendo la liberación republicana mediante la incorporación a los Estados Unidos. El general Alexander Smyth declaró de manera similar a sus tropas cuando invadieron Canadá que "entrarán en un país que se convertirá en uno de los Estados Unidos. Llegarán entre un pueblo que se convertirá en sus conciudadanos". Sin embargo, la falta de claridad sobre las intenciones estadounidenses socavó estos atractivos.
David y Jeanne Heidler argumentan que "la mayoría de los historiadores están de acuerdo en que la Guerra de 1812 no fue causada por el expansionismo, sino que reflejó una preocupación real de los patriotas estadounidenses por defender los derechos neutrales de los Estados Unidos de la tiranía autoritaria de la Armada británica. Eso no quiere decir que los objetivos de expandirse no resultarían potencialmente de la guerra". Sin embargo, también argumentan lo contrario, diciendo que "adquirir Canadá satisfaría los deseos de expandirse de Estados Unidos", y también lo describen como un objetivo clave de los expansionistas occidentales quienes, argumentan, creían que "eliminar la presencia británica en Canadá lograría mejor el objetivo" (detener el apoyo británico a las incursiones tribales). Argumentan que el "debate duradero" es sobre la importancia relativa del expansionismo como factor, y si "el expansionismo desempeñó un papel más importante en causar la Guerra de 1812 que la preocupación estadounidense por proteger los derechos marítimos neutrales".
En la década de 1960, el trabajo de Norman K. Risjord, Reginald Horsman, Bradford Perkins (historiador) y Roger Brown establecieron un nuevo consenso marítimo oriental. Si bien estos autores abordaron los orígenes de la guerra desde muchas perspectivas, todos admitieron que la política marítima británica fue la causa principal de la guerra.

## Fuerzas

### Estados Unidos
Durante los años 1810-1812, los barcos de la armada estadounidense se dividieron en dos escuadrones principales, con la "división norte", con base en Nueva York, comandada por el comodoro John Rodgers, y la "división sur", con base en Norfolk, comandada por el comodoro Stephen. Decatur.
Aunque no representaba una gran amenaza para Canadá en 1812, la Armada de los Estados Unidos era una fuerza profesional y bien entrenada compuesta por más de 5000 marineros e infantes de marina. Tenía 14 buques de guerra en alta mar con tres de sus cinco "superfragatas" no operativas al comienzo de la guerra. Su principal problema era la falta de financiación, ya que muchos en el Congreso no vieron la necesidad para una armada fuerte. Los barcos más grandes de la armada estadounidense eran fragatas y no había navíos de línea capaces de enfrentarse en una acción de flota con la Royal Navy. En alta mar, los estadounidenses siguieron una estrategia de ataque comercial, capturando o hundiendo británicos barcos mercantes con sus fragatas y corsarios. La Armada se concentró en gran medida en la costa atlántica antes de la guerra, ya que solo tenía dos  cañoneras en el lago Champlain, un bergantín en el lago Ontario y otro bergantín en el lago Erie cuando comenzó la guerra.
El Ejército de los Estados Unidos era inicialmente mucho más grande que el Ejército británico en América del Norte. Muchos hombres llevaban sus propios rifles largos, mientras que a los británicos se les entregaron mosquetes, excepto una unidad de 500 fusileros. El liderazgo era inconsistente en el cuerpo de oficiales estadounidenses, ya que algunos oficiales demostraron ser sobresalientes, pero muchos otros eran ineptos y debían sus puestos a favores políticos. El Congreso era hostil a un ejército permanente y el gobierno llamó a 450.000 hombres de las milicias estatales durante la guerra. Las milicias estatales estaban mal entrenadas, armadas y dirigidas. La invasión fallida del lago Champlain dirigida por el general Dearborn ilustra esto. El ejército británico derrotó rotundamente a las milicias de Maryland y Virginia en la Batalla de Bladensburg en 1814 y el presidente Madison comentó: "Nunca hubiera creído que existiera una diferencia tan grande entre las tropas regulares y una milicia, si no hubiera sido testigo de las escenas de este día".

### Reino Unido

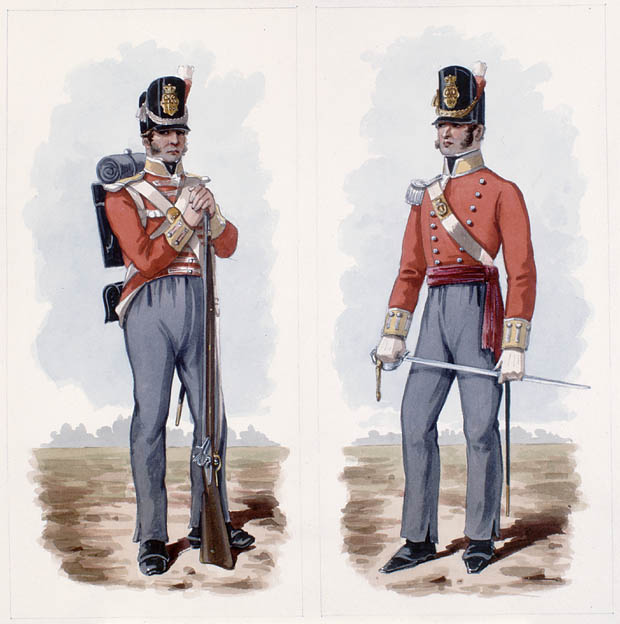
Representación de un soldado raso británico (izquierda) y un oficial (derecha) de la época

Estados Unidos era solo una preocupación secundaria para el Reino Unido, siempre y cuando la guerra continuara con Francia. En 1813, Francia tenía 80 navíos de línea y estaba construyendo otros 35. Contener la flota francesa era la principal preocupación naval británica, dejando solo los barcos en la  Estaciones de América del Norte y Jamaica disponibles inmediatamente. En el Alto Canadá, los británicos tenían la Marina Provincial. Aunque en gran parte estaban desarmados, eran esenciales para mantener abastecido al ejército ya que la falta de carreteras eran abismales en el Alto Canadá. Al comienzo de la guerra, la Marina Provincial tenía cuatro pequeñas embarcaciones armadas en el Lago Ontario, tres en el Lago Erie y uno en el Lago Champlain. La Infantería de Marina Provincial superaba con creces en número a todo lo que los estadounidenses pudieran aportar en los Grandes Lagos.
Cuando estalló la guerra, el ejército británico en Norteamérica contaba con 9777 hombres en unidades regulares y fencibles. Mientras el ejército británico participaba en la Guerra Peninsular, había pocos refuerzos disponibles. Aunque los británicos fueron superados en número, los veteranos regulares y fencibles estaban mejor entrenados y eran más profesionales que el Ejército de los Estados Unidos ampliado apresuradamente. Las milicias del Alto y Bajo Canadá inicialmente fueron mucho menos efectivas, pero un número sustancial de milicias de tiempo completo se formaron durante la guerra y jugaron un papel fundamental. papeles en varios compromisos, incluida la Batalla de Chateauguay que provocó que los estadounidenses abandonaran el teatro del río San Lorenzo.

### Pueblos indígenas
Las bandas y tribus altamente descentralizadas se consideraban aliadas y no subordinadas de los británicos o los estadounidenses. Varias tribus indias que luchaban con las fuerzas estadounidenses les proporcionaron sus "tropas ligeras más eficaces" mientras que los británicos necesitaban aliados indígenas para compensar su inferioridad numérica.Los aliados indígenas de los británicos, la confederación de Tecumseh en el oeste y los iroqueses en el este, evitaron las batallas campales y confiaron en la guerra irregular, incluidas incursiones y emboscadas que se aprovecharon de su conocimiento del terreno. Además, eran muy móviles, capaces de marchar de 30 a 50 millas por día. Sus líderes buscaban luchar solo en condiciones favorables y evitarían cualquier batalla que prometiera grandes pérdidas, haciendo lo que pensaban que era mejor para sus tribus, para disgusto de los generales estadounidenses y británicos. Los combatientes indígenas no veían ningún problema en retirarse si era necesario para evitar bajas. Siempre buscaban rodear a un enemigo, donde fuera posible, para evitar ser rodeados y hacer un uso efectivo del terreno. Sus armas principales eran una mezcla de mosquetes, rifles, arcos, tomahawks, cuchillos y espadas, así como garrotes y otras armas cuerpo a cuerpo, que a veces tenían la ventaja de ser más silenciosas que las pistolas.

## Desarrollo de la guerra

Lugar de las campañas del norte, 1812

Las fuerzas británicas estaban ocupadas en la guerra en Europa, por lo que al principio mantuvieron una estrategia defensiva y repelieron múltiples invasiones de los estadounidenses en algunas provincias de Canadá (que entonces era llamada Norteamérica británica).
Como sabían que no tenían mucho que hacer contra la Royal Navy, los estadounidenses planearon asediar Canadá por tierra. La guerra empezó con muy poca ventaja para los Estados Unidos, ya que sus intentos por invadir Canadá fueron repetidamente repelidos. La milicia estadounidense se mostró ineficaz y el alto mando incompetente a lo largo de la guerra, salvo en el último año.
Pese a un bloqueo marítimo inicial de los británicos en el litoral oriental que arruinó el comercio estadounidense, estos últimos consiguieron finalmente el control naval de los lagos Erie y Champlain, previniendo así cualquier amenaza de una invasión a gran escala desde el norte.
Con la derrota de Napoleón en abril de 1814, los británicos adoptaron una estrategia más agresiva y enviaron tres ejércitos de invasión a Norteamérica. Así lograron penetrar en partes de Maine y gracias a la victoria en la batalla de Bladensburg en agosto de 1814 pudieron tomar la ciudad de Washington D. C. e hicieron arder sus edificios públicos, incluyendo la Casa Blanca y el Capitolio.
Por su parte, los estadounidenses destruyeron las fuerzas británicas compuestas de indígenas en el noroeste y el sureste, y de esta manera impidieron el sueño de la Confederación india que perseguía la formación de un Estado indígena independiente en la región del Medio Oeste, bajo el patrocinio de los británicos. Las victorias estadounidenses en septiembre de 1814 y enero de 1815 repelieron las tres invasiones británicas en Nueva York y Baltimore.

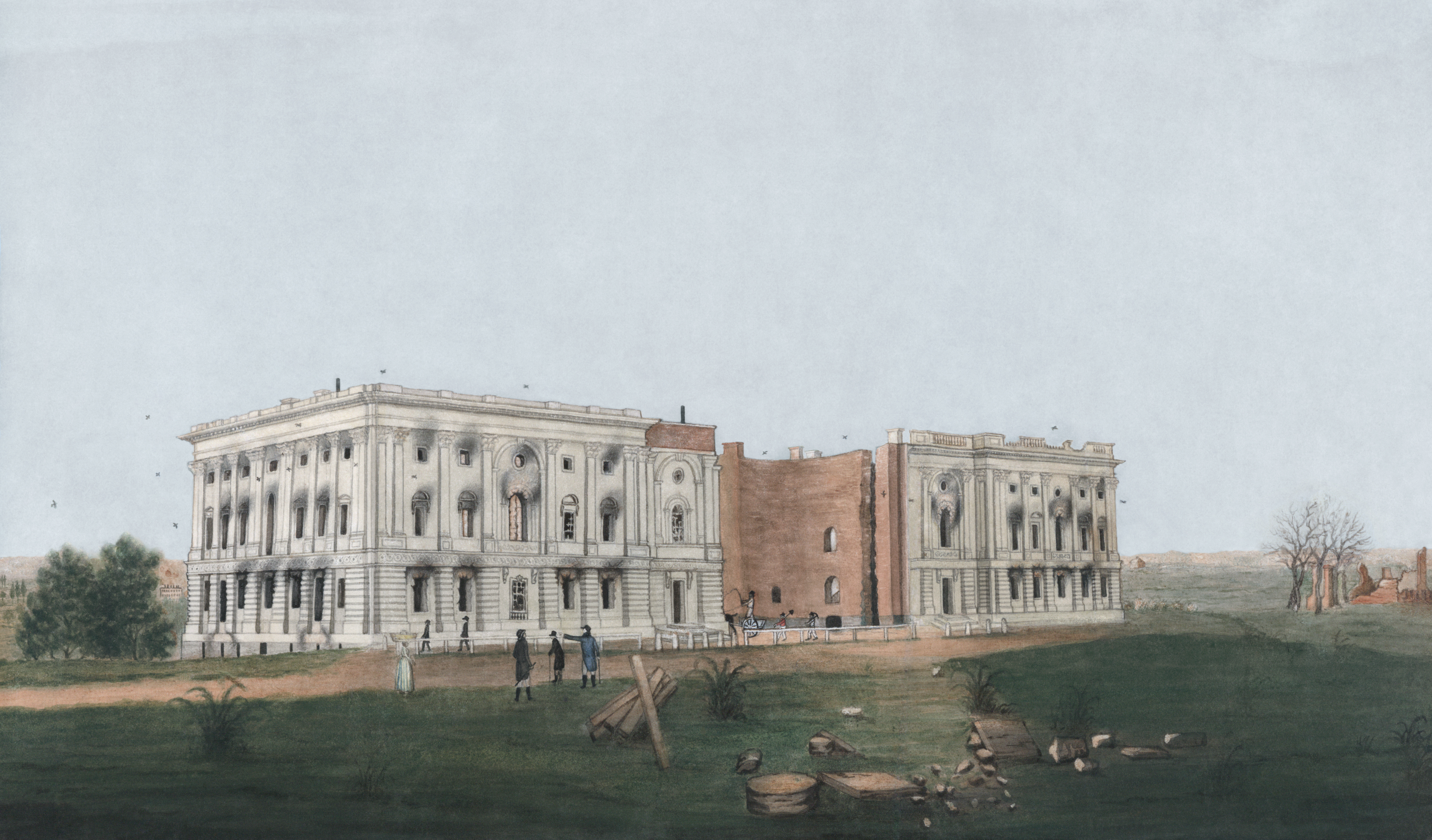
El Capitolio en ruinas luego del incendio de Washington, D. C. en 1814

Asimismo, en el sur y en la costa del Golfo se libraron grandes batallas en las que los estadounidenses impidieron la invasión británica de Nueva Orleans y, además, derrotaron a los indígenas aliados de los británicos. Se destaca la batalla de Horseshoe Bend en la que el general Andrew Jackson derrotó a las fuerzas del pueblo Maskoki. A pesar de que España se mantuvo neutral toda la guerra, poco antes de su final, en 1814, Mateo González Manrique (gobernador de Florida Occidental) tomó por su propia cuenta la iniciativa de apoyar a los británicos, ganándose la enemistad de Andrew Jackson, quien invadió la ciudad española de Pensacola, librándose la batalla de Pensacola (1814).
El último acto de la guerra fue la batalla de Nueva Orleans, donde los estadounidenses derrotaron a una fuerza británica; irónicamente, la paz ya había sido firmada entre ambos contendientes.
Los dos bandos invadieron territorio adversario, pero estas invasiones fracasaron o fueron solo temporales. Al finalizar la guerra ambas naciones ocupaban territorio rival, pero estas áreas fueron restituidas gracias al Tratado de Gante. En el tratado ambas naciones llegaron a un acuerdo de paz que devolvía las fronteras al statu quo previo a la guerra.
En Canadá esta guerra se recuerda como una victoria al evitar la conquista de sus vecinos del sur, en Reino Unido es recordada como una victoria ante su excolonia, mientras que en Estados Unidos es celebrada como el nacimiento de un nuevo espíritu de unidad nacional de la joven nación y una importante demostración de fuerza internacional que haría que desde Londres no se volviera a cuestionar la independencia estadounidense.